# Matthias Lepiller
Matthias Lepiller est un footballeur français né le 12 juin 1988 au Havre. Il évolue au poste de milieu offensif gauche. 

## Biographie
Formé au Havre, il fait ses débuts en Ligue 2 contre Nancy le 3 décembre 2004. En 2006 et après seulement deux matchs en Ligue 2 (premier match face à Nancy le 3 décembre 2004), il signe à la Fiorentina. Le club italien le prête en 2008 au Grasshopper Zurich pour une saison. 
Avec seulement 27 minutes de jeu, il quitte le club suisse dès le mercato d'hiver pour retourner en Italie. 
La Fiorentina le prête ensuite à Eupen en Belgique. Lors de la saison 2009 - 2010, l'AS Eupen atteint la 4e place du championnat de division 2 belge, ce qui lui donne accès au tour final pour monter en 1re Division. Eupen remporte ce tour final. Matthias Lepiller est l'un des grands acteurs de cette montée en division 1, inscrivant 4 buts durant ce tour final, dont un triplé lors de la victoire 3-0 face à Roulers.
Le 16 septembre 2009, à la suite d'une décision de justice, la Fiorentina est condamné à verser 600 000 euros à son club formateur, le Havre.
En décembre 2011, les dirigeants de la Viola, encore propriétaire du joueur prête le Français à Hellas Vérone, évoluant en Serie B.
Lepiller a été sélectionné en l'équipe de France des moins de 17 ans.
Fin août 2012, il signe en faveur de Novare. Il poursuivra sa carrière en Italie, avant de revenir, à partir de 2016, à Saint-Romain de Colbosc, club amateur de Seine-Maritime.

## Carrière
- 2004-2006 : Le Havre AC  France
- 2006-2012 : ACF Fiorentina  Italie
  - 2008-jan. 2009 : Grasshopper Zurich (prêt)  Suisse
  - jan. 2009-2011 : KAS Eupen (prêt)  Belgique
  - 2011-2012 : Hellas Vérone (prêt)  Italie
- 2012-2014 : Novara Calcio  Italie
- depuis nov. 2014 : Juve Stabia  Italie[2]